# 菲勒特設鎮區 (密歇根州)
菲勒特設鎮區（英語：Filer Charter Township）是位於美國密歇根州馬尼斯蒂縣的一個特設鎮區。

## 地方資料
菲勒特設鎮區的面積為41.80平方千米，當中陸地面積為40.80平方千米，而水域面積為1.00平方千米。根據2020年美國人口普查的數據，當地共有人口2318人，而人口密度為每平方千米55.45人。